# Tomopteridae
Tomopteridae zijn een familie van borstelwormen (Polychaeta) uit de orde van de Phyllodocida.

## Geslachten
De volgende geslachten zijn bij de familie ingedeeld:
- Briaraea Quoy & Gaimard, 1827
- Enapteris Rosa, 1908
- Escholtzia Quatrefages, 1866
- Tomopteris Eschscholtz, 1825

### Synoniemen
- Johnstonella Gosse, 1853 => Tomopteris (Johnstonella) (Gosse, 1853)